# 牛島春子
牛島 春子（うしじま はるこ、1913年2月25日 - 2002年5月29日）は、日本の作家。福岡県久留米市出身。結婚後満州国に渡り、『祝という男』で1941年芥川賞次席。戦後、日本に引き揚げてのち、菅生事件などの作品を書いた。

## 生涯
以下は参考文献（多田、2009年）のpp.231 - 239による。
久留米市本町で洋品店を営む牛島丞太郎・あやめ夫妻の二女として生まれる。1927年、10歳年上の兄の影響を受け、処女作「合歓の花」を書く。1929年、久留米高等女学校（現・福岡県立明善高等学校）を卒業し、奈良女子高等師範学校を受験したが失敗。1930年、久留米の文芸誌『街路樹』に参加する。1931年に久留米の日本足袋（現在のブリヂストン）に就職。日本労働組合全国協議会（全協）専従者の勧誘に応じるが、専従者の軽率から組織が発覚し、半年で日本足袋を解雇される。
1932年、日本共産党に入党。1933年に逮捕される。1934年、福岡地方裁判所で懲役2年5か月の判決を受けるが、控訴。1935年長崎控訴院で懲役2年執行猶予5年の判決を受けた。1936年、牛嶋晴男と結婚して満州国に渡る。1937年、満州での第1作「豚」を書き第1回建国記念文芸賞の2等1席となる。（1等はない）この作品は勝手に「王属官」と改名された。1940年「祝という男」が芥川賞候補となる。1941年芥川賞次席となり『文藝春秋』に掲載される。
1944年には夫が召集され、1945年のソ連対日参戦と引き続く敗戦時には、幼児3人を抱え奉天、新京を転々とする。1946年、飯塚市にいた兄の家に、その後小郡の夫の生家に身を寄せる。1947年、夫の復員と共に西鉄小郡駅近くに転居し、執筆を続けた。1960年、取材を重ねた菅生事件に基づく『霧雨の夜の男 - 菅生事件』刊行。1980年には20号の油絵が新美術協会の「新美術展」に入選したこともある。
2002年12月26日、老衰で死去。

## 家族
夫の牛嶋晴男は九州帝国大学法文学部出身で、満州国官吏養成所を経て、満州国拝泉県副県知事になる。名目は満人が県知事であるが、実権は日本人の副県知事にあった。春子の「祝という男」は「祝」という姓の県知事を描いた。1944年に招集されて満州の部隊に入隊。終戦時は宮古島にいた。復員後、1955年から福岡市役所に入職。経済局長、建設局長などを歴任した。1972年、肝癌で死去。

## 芥川賞選考での評価
選考委員の小島政二郎は、「祝という男」を高く評価した。「女流としては珍しい理知的な構成、展開の現実的な正確さ、作品の裏打ちになっている作者の作者の心の心の置きどころの適度さ、私は正確な記録を読んでいる楽しさのうちに、祝という不思議な正確を目の当たりに見る心地がした。異人種をこれだけ理解したということは、一つの立派な収穫だと思う」と記している。これに対し川端康成の選評は「満人の不思議な性格が不思議なまま写せているし、婦人作家としては強いけれども、すこし雑なようで、まだ十分には信頼しかねるところがある」と低いものであった。

## 交友関係
文壇では川端康成、野間宏と親しかった。学界では九州大学の向坂逸郎と親しい時期があった。『牛島春子の昭和史　満州・重い鎖』を書いた多田茂治は春子より15歳下であるが、半世紀にわたる交友があった。

## 作品

### 単行本
- 『霧雨の夜の男　- 菅生事件』1960年 鏡浦書房
- 随想集　『ある微笑―私のヴァアリエテ』1980年 創樹社
- 『牛島春子作品集』2001年　ゆまに書房

### 満州時代の作品と引揚体験
- 「豚」1937年　第1回建国記念文芸賞2等1席[7]　「王属官」と勝手に改題され「大新京新聞」に連載。
- 「雪空」1938年　『満州行政』に発表。
- 「祝という男」1940年　「満州新聞」に発表。1941年芥川賞次席となり、『文藝春秋』に掲載。
- 「張鳳山」1941年 『文學界』に発表。
- 「女」1942年 『芸文』に発表。
- 「笙子」1947年 『芸林間歩』に発表。
- 「ある旅」1951年 『九州文学』に発表。
- 「十字路」1952年 『寂寥派』に発表。
- 「知子」1954年 『芸林』に発表。
- 「アルカリ地帯の街」1956年 『新日本文学』に発表。

### その他
- 「青の時代」1968年　夕刊フクニチ　58回連載した九州大学外伝
- 「あるメルヘン」1957年　『新日本文学』に発表。